# Maite Nkoana-Mashabane

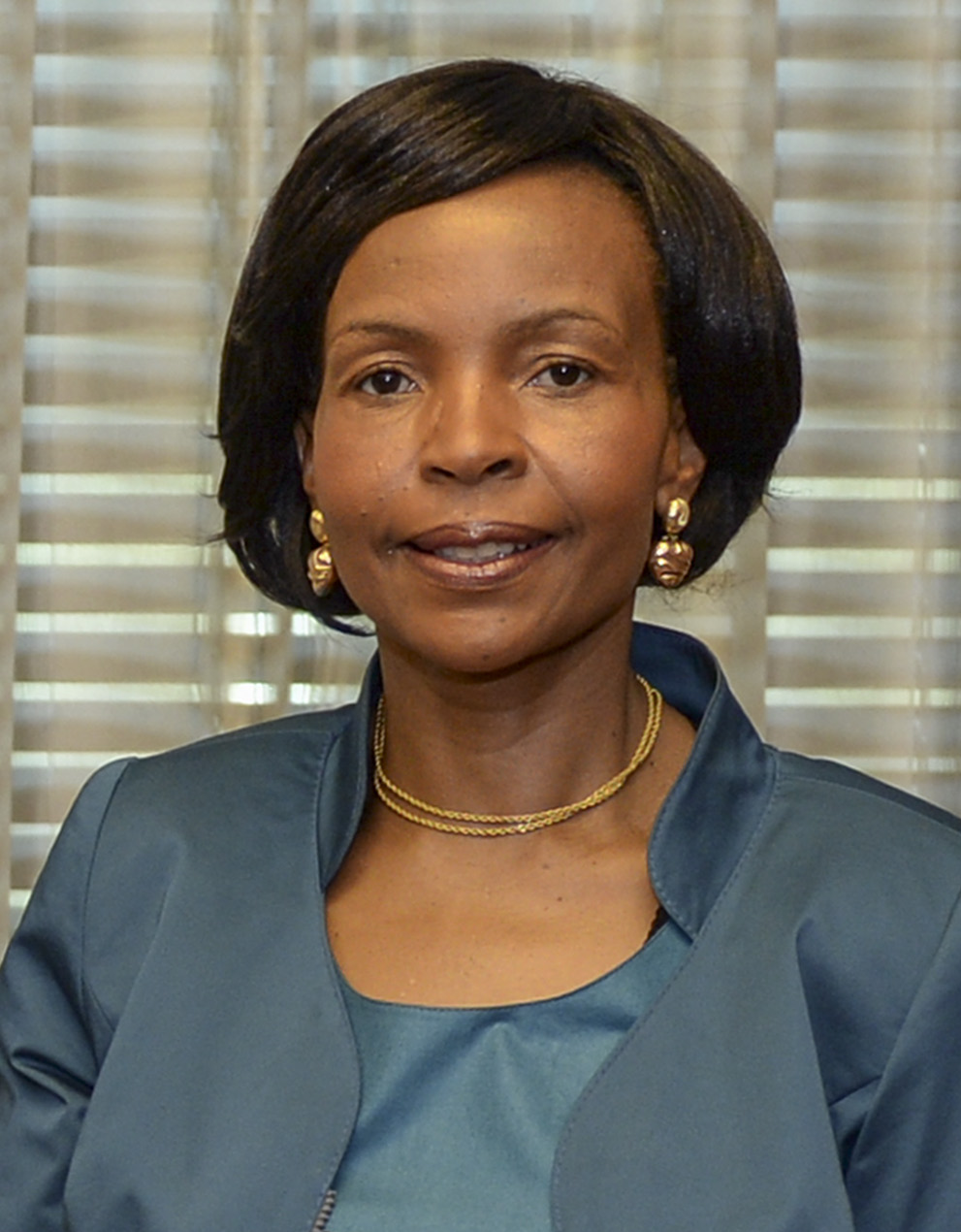
Maite Nkoana-Mashabane (2014)

Maite Emily Nkoana-Mashabane (* 30. September 1963 in Makgobaskloof, Transvaal, heute Provinz Limpopo; geboren als Maite Emily Nkoana) ist eine südafrikanische Diplomatin und Politikerin.

## Biografie
Maite Nkoana wuchs in Ga-Makanye (heute Limpopo) auf. Während der 1980er Jahre war sie ein aktives Mitglied der im August 1983 gegründeten United Democratic Front (UDF) und arbeitete in mehreren Gremien der Mass Democratic Movement (MDM) sowie in den Untergrundstrukturen des African National Congress (ANC). Nach der Aufhebung des Verbots des ANC 1990 war sie insbesondere im Frauenverband des ANC (ANC Women’s League) aktiv und half beim Aufbau der Strukturen in der Republik Südafrika. Zwischen 1992 und 1995 war sie nicht nur Vorsitzende der ANC Women’s League in der Provinz Limpopo, sondern auch Mitglied des Nationalen Arbeitskomitees der Frauenliga des ANC. Zugleich war sie zwischen 1994 und 1995 Abgeordnete der Nationalversammlung.
1995 erfolgte ihre Berufung zur Hochkommissarin in Malaysia. In dieser Funktion, die sie bis 1999 innehatte, war sie zugleich als Botschafterin in den Philippinen sowie in Brunei akkreditiert. Zwischen 1999 und November 2004 war sie Hochkommissarin in Indien und als solche auch als Botschafterin in Sri Lanka, Bangladesch, den Malediven und Nepal akkreditiert.
Im November 2004 kehrte sie nach Südafrika zurück und wurde im Januar 2005 Mitglied des Exekutivrates (MEC) für Lokalverwaltung und Wohnungsbau in der Regierung der Provinz Limpopo. Während dieser Zeit gewann ihre Behörde 2008 den Nationalen Govan-Mbeki-Wohnungsbaupreis für die beste Wohnungsbaubehörde einer Provinz. Außerdem wurde sie selbst von der Handelskammer von Pietersburg zur Frau des Jahres 2008 in den Medien gewählt.
Zugleich übernahm sie ab 2004 auch wieder Führungspositionen im ANC und war so zunächst zwischen 2004 und 2008 stellvertretende Generalsekretärin des ANC in der Provinz Limpopo und zeitgleich Mitglied des Nationalen Exekutivkomitees und des Nationalen Arbeitskomitees der ANC Women’s League.
Seit 2007 ist Nkoana-Mashabane Vorsteherin der Progressive Women’s Movement (PWM) der Provinz Limpopo und außerdem Mitglied des Nationalen Exekutivkomitees und des Nationalen Arbeitskomitees des ANC.
Am 10. Mai 2009 wurde sie vom neuen Staatspräsidenten Jacob Zuma zur Ministerin für Internationale Beziehungen und Kooperation ernannt und damit zur Außenministerin Südafrikas als Nachfolgerin der früheren Frau Zumas, Nkosazana Dlamini-Zuma, die das Amt der Innenministerin übernahm. Im September 2009 war sie Vorsitzende des Ministerrates der Südafrikanischen Entwicklungsgemeinschaft (SADC) beim Treffen der Gemeinschaft in Kinshasa, 2011 war sie Präsidentin der UN-Klimakonferenz in Durban. Im Jahr 2014 wurde sie erneut als Außenministerin in das Kabinett berufen. 2018 erhielt sie im Kabinett Ramaphosa I den Posten des Minister of Rural Development and Land Reform (etwa: „Ministerin für ländliche Entwicklung und Landreform“). Im Mai 2019 wurde sie im Kabinett Ramaphosa II Minister of Women, Youth and Persons with Disabilities in the Presidency (etwa: „Ministerin für Frauen, Jugend und Behinderte beim Präsidenten“).
Nkoana-Mashabane war zwei Wochen lang mit dem früheren Diplomaten Norman Mashabane verheiratet. Er starb 2007 bei einem Verkehrsunfall.